# Ely Culbertson
Elie (Ely) Almon Culbertson (Vărbilău, 22. lipnja 1891. – Brattleboro, 27. prosinca 1955.) bio je američki igrač bridža, poduzetnik i pacifist.